# Dyschoriste trichocalyx
Dyschoriste trichocalyx là một loài thực vật có hoa trong họ Ô rô. Loài này được (Oliv.) Lindau mô tả khoa học đầu tiên năm 1895.